# Bolusafra bituminosa
Genre
Espèce
Synonymes
- Fagelia bituminosa (L.) DC.[2]
- Glycine bituminosa L.[3] [2]

Bolusafra bituminosa est un genre de plantes à fleurs dicotylédones de la famille des Fabaceae, sous-famille des Faboideae, originaire d'Afrique australe.
C'est l'unique espèce acceptée du genre Bolusafra (genre monotypique).